# Ma On Shan Line (métro de Hong Kong)
 (janvier 2022).
Si vous disposez d'ouvrages ou d'articles de référence ou si vous connaissez des sites web de qualité traitant du thème abordé ici, merci de compléter l'article en donnant les références utiles à sa vérifiabilité et en les liant à la section « Notes et références ».
La ligne Ma On Shan (chinois : 馬鞍山線) était une ligne du métro de Hong Kong. Elle est fusionnée à la Ligne Tuen Ma le 14 février 2020. Elle traverse 9 stations de métro différentes.